# Henry Lumley Drayton
Pour les articles homonymes, voir Henry Drayton et Drayton.
Sir Henry Lumley Drayton (27 avril 1869-28 août 1950) est un homme politique canadien de l'Ontario. Il est député fédéral conservateur de la circonscription ontarienne de Kingston à partir d'une élection partielle en 1919 à 1921 et de York-Ouest de 1921 à 1928. Il est ministre dans les cabinets des premiers ministres Robert Borden et Arthur Meighen.

## Biographie
Né à Kingston en Ontario, Drayton est le fils de Philip Henry Drayton, immigrant venant d'Angleterre avec le 16th Rifles of England, et de Margaret S. Covernton. Drayton étudie dans des écoles en Angleterre et au Canada. Il est appelé au Barreau de l'Ontario en 1891 et est fait conseiller du Roi en 1908. Il épouse Edith Mary Cawthra avec qui il a trois filles.
De 1893 à 1900, il est assistant solliciteur de la ville de Toronto. En 1900, il est en partenariat avec Charles J. Holman et, en 1902, il est nommé conseiller au comité sur les chemins de fer de l'Assemblée législative de l'Ontario. Il est également procureur de la couronne du comté de York. En 1910, il est promu avocat de la Corporation de la ville de Toronto. En 1911, il siège à la Commission de l'Énergie de Toronto (Toronto Power Commission) et chef commissaire du Conseil des commissaires sur les Chemins de fer du Canada en 1912.
Élu député conservateur à la Chambre des communes du Canada lors d'une élection partielle dans Kingston en 1919, il occupe la fonction de ministre des Finances dans les gouvernements Borden et Meighen dès son élection et jusqu'à la défaite conservatrice lors de l'élection de 1921. Malgré la défaite de son parti, Drayton conserve un siège de député, mais dans la circonscription de York-Ouest. 
Réélu en 1925, il occupe brièvement la fonction de ministre des Finances par intérim de juin à juillet 1926.
Il entre dans la course à la chefferie conservatrice en 1927. Sur les six candidats en lice, il termine la course en dernière position et R. B. Bennett est élu chef. Il quitte le parlement en 1928.
Lors de l'élection de 1945, il tente de faire un retour en politique fédérale dans Victoria en Colombie-Britannique, mais il est défait par le candidat libéral Robert Wellington Mayhew.